# Get You the Moon
"Get You the Moon" é uma canção do produtor Kina, com o vocalista Snøw. Foi lançada em 15 de março de 2018, e posteriormente relançado pela Columbia Records em 8 de outubro de 2018. Um videoclipe foi lançado no canal MrSuicideSheep no YouTube em 3 de abril de 2019. A música incluída no EP de estreia de Kina, Things I Wanted to Tell You (2020).
A música atingiu mais de 650 milhões de reproduções no Spotify em agosto de 2021. Ele ficou em segundo lugar na Billboard Top TV lista Músicas de março de 2020, depois de aparecer em um episódio da série Netflix no meu bloco. Ele foi incluído como "AGORA o que vem a seguir!" faixa bônus na compilação americana de 2019 Now That's What I Call Music, vol. 71.

## Detalhes
Kina descobriu o vocalista Snøw ouvindo seus covers no YouTube. A canção foi descrita pelo Idolator como um "hino temperamental do chill-pop" e "em partes iguais triste, romântico e estranhamente relaxante", e tem 60 batidas por minuto e em C # menor. O videoclipe foi dirigido e desenhado pelo artista de animação JonJon.

## Paradas musicais

### Parada musical semanal
| Parada musical (2019–2020)                    | Posição de pico |
| --------------------------------------------- | --------------- |
| Austrália (ARIA)                              | 94              |
| Bélgica (Ultratip Bubbling Under de Flandres) | 20              |
| Canadá (Canadian Hot 100)                     | 61              |
| Itália (FIMI)                                 | 76              |
| Portugal (AFP)                                | 39              |

### Paradas musicais de fim de ano
| Parada musical (2019)  | Posição |
| ---------------------- | ------- |
| Australia Dance (ARIA) | 70      |
| Portugal (AFP)         | 115     |
| Parada musical (2020)  | Posição |
| Australia Dance (ARIA) | 29      |